# 杰夫·特纳
杰弗里·史蒂文·“杰夫”·特纳（英語：Jeffrey Steven "Jeff" Turner，1962年4月9日—），美国男子篮球运动员。他曾代表美国获得1984年夏季奥运会篮球比赛男子金牌。他也参加了1982年世锦赛，结果获得亚军。